# Jaera megalia
Jaera megalia är en fjärilsart som beskrevs av Hans Ferdinand Emil Julius Stichel 1911. Jaera megalia ingår i släktet Jaera och familjen juvelvingar. Inga underarter finns listade i Catalogue of Life.